# Nemoria purifimbria
Nemoria purifimbria là một loài bướm đêm trong họ Geometridae.